# Административне поделе Југославије
Југославија је била административно подељена у време краљевине на покрајине, области и бановине, а у време федерације на републике. Ниже управно-територијалне јединице чинили су окрузи (жупаније), срезови (котари) и општине.

## Краљевина СХС/Југославија

### Покрајине и окрузи
До априла 1922. у Краљевини је постојало 7 привремених покрајина:
- Србија
  - Северна Србија
  - Јужна Србија
- Црна Гора
- Босна и Херцеговина
- Далмација
- Хрватска и Славонија (Хрватска, Славонија, Међимурје, острво Крк са општином Кастав)
- Словенија (Словенија са Прекомурјем)
- Банат, Бачка и Барања

Заједно са покрајинама су укинути и окрузи, а уместо њих су основане области.

### Области
Видовдански устав из 1921. је успоставио Краљевину СХС као унитарну државу, и, од 26. априла 1922. године, са 33 нове административне области је управљано из града око ког су основане. Нова подела није имала везе са претходном. Територија је била подељена на области:
| 1. Врбаска област 2. Београдска област 3. Битољска област 4. Бихаћка област 5. Ваљевска област 6. Врањска област 7. Сремска област 8. Дубровничка област 9. Загребачка област 10. Тимочка област 11. Приморско-крајишка област | 1. Шумадијска област 2. Крушевачка област 3. Љубљанска област 4. Мариборска област 5. Мостарска област 6. Нишка област 7. Бачка област 8. Осјечка област 9. Пожаревачка област 10. Косовска област 11. Сарајевска област | 1. Скопска област 2. Подунавска област 3. Сплитска област 4. Травничка област 5. Тузланска област 6. Моравска област 7. Ужичка област 8. Зетска област 9. Рашка област 10. Подрињска област 11. Брегалничка област |

### Бановине
Од 1929, након проглашења Краљевине Југославије, административно се дели се на бановине:
- Дравска бановина, седиште Љубљана (1929—1941)
- Бановина Хрватска, седиште Загреб (1939—1941)
  - Савска бановина, седиште Загреб (1929—1939)
  - Приморска бановина, седиште Сплит (1929—1939)
- Врбаска бановина, седиште Бања Лука (1929—1941)
- Дринска бановина, седиште Сарајево (1929—1941)
- Зетска бановина, седиште Цетиње (1929—1941)
- Дунавска бановина, седиште Нови Сад (1929—1941)
- Моравска бановина, седиште Ниш (1929—1941)
- Вардарска бановина, седиште Скопље (1929—1941)
- Град Београд, са Земуном и Панчевом чине засебну административну јединицу.

Као уступак Хрватима у Југославији, Бановина Хрватска је настала 1939. спајањем Приморске и Савске бановине, са појединим деловима Врбаске, Дринске, Зетске и Дунавске бановине.

## ДФЈ/ФНРЈ/СФРЈ

### Социјалистичке републике и аутономне покрајине
СФРЈ је била подељена на шест социјалистичких република и на две социјалистичке аутономне покрајине које су биле део СР Србије. Главни град је био Београд. СФРЈ су сачињавале следеће републике и покрајине:
| Име | Главни град               | Застава | Грб | Мапа |
| --- | ------------------------- | ------- | --- | --- |
| Социјалистичка Република Босна и Херцеговина | Сарајево                  |         |     | СР Словенија СР Хрватска СР Босна и Херцеговина СР Црна Гора СР Македонија СР Србија САП Војводина САП Косово |
| Социјалистичка Република Македонија | Скопље                    |         |     | СР Словенија СР Хрватска СР Босна и Херцеговина СР Црна Гора СР Македонија СР Србија САП Војводина САП Косово |
| Социјалистичка Република Словенија | Љубљана                   |         |     | СР Словенија СР Хрватска СР Босна и Херцеговина СР Црна Гора СР Македонија СР Србија САП Војводина САП Косово |
| Социјалистичка Република Србија Социјалистичка Аутономна Покрајина Војводина Социјалистичка Аутономна Покрајина Косово (до 1963. Социјалистичка аутономна област) | Београд Нови Сад Приштина |         |     | СР Словенија СР Хрватска СР Босна и Херцеговина СР Црна Гора СР Македонија СР Србија САП Војводина САП Косово |
| Социјалистичка Република Хрватска | Загреб                    |         |     | СР Словенија СР Хрватска СР Босна и Херцеговина СР Црна Гора СР Македонија СР Србија САП Војводина САП Косово |
| Социјалистичка Република Црна Гора | Титоград                  |         |     | СР Словенија СР Хрватска СР Босна и Херцеговина СР Црна Гора СР Македонија СР Србија САП Војводина САП Косово |

### Територијална организација република
Мада је устав ФНРЈ 1946. изричито предвиђао округе, њихово постојање било је доведено у питање већ у првом Општем закону о народним одборима 21. маја 1946, тиме што је члан 9. тог закона утврдио да мање републике не морају имати округе. Потом су све четири републике које су имале округе одлучиле да их укину својим законима у току 1947. године, а међу њима и Србија. Али чим су окрузи укинути, осетио се њихов недостатак. Зато је Президијум Народне скупштине ФНРЈ 24. марта 1949. године прописао обавезу оснивања области у свим републикама, осим у Црној Гори, као и то да се аутономне јединице Војводина и Косово и Метохија неће делити на области. Међутим, и области су биле кратког века, јер су нестале већ 1951. године.
Пре 1955. године постојало је чак 338 срезова (укључени и градови), након тога Републичким је прописима њихов број смањен на 107 срезова. Број им се даље смањивао, крајем 1958. било их је 91. На дан 1. јануара 1960. било их је 75. Разлог смањењу биле су републичке одлуке, тако су у НР Црној Гори 1957. укинути сви срезови (котари), затим у Аутономној Косовско-метохијској области 31. децембра 1959. У Аутономној Покрајини Војводини у исто време задржано је само шест срезова (котара). Остатак срезова постепено је престао да постоји од 1963. до 1967. године.
- У Македонији, Словенији и Војводини – 1965.
- У Босни и Херцеговини – 1966.
- У Хрватској и Србији – 1967.

Срезове су убрзо 1974. замениле заједнице општина односно међуопштинске регионалне заједнице.
- Подела НР Србије на области 1949–1951. године.
- Срезови и општине НР БиХ стање 12/7/1955.
- Међуопштинске регионалне заједнице у Социјалистичкој Републици Србији (1974–1975)
- Међуопштинске регионалне заједнице у Социјалистичкој Републици Србији (1975–1990)
- Заједнице општина у Социјалистичкој Републици Хрватској (1974–1986)
- Заједнице општина у Социјалистичкој Републици Хрватској (1987–1990)

## СРЈ/СЦГ

### Републике и аутономне покрајине
СРЈ је била подељена на две републике и на две аутономне покрајине које су биле део Републике Србије.
Главни град је био Београд.
Године 2004. усвојене су нове заставе и грбови република.
| Име                                                                                              | Главни град               | Застава | Грб | Локација |
| ------------------------------------------------------------------------------------------------ | ------------------------- | ------- | --- | -------- |
| Република Србија (1990—2006) Аутономна Покрајина Косово и Метохија Аутономна Покрајина Војводина | Београд Приштина Нови Сад |         |     |          |
| Република Црна Гора (1992—2006)                                                                  | Подгорица                 |         |     |          |

### Територијална организација република
- Административна подела Црне Горе
- Окрузи Србије, од 29. јануара 1992.